# Constantin Solomon
Constantin Solomon (n. 27 ianuarie 1899, Avrămești, județul Tutova, astăzi în județul Vaslui – d. 17 decembrie 1991, Tecuci) a fost un profesor, cercetător literar și istoric medievist.

## Biografie
Constantin Solomon a urmat studiile medii la Liceul „Gheorghe Roșca Codreanu” din Bârlad, urmând apoi cursurile Facultății de Litere ale Universității din București unde l-a avut profesor pe Ioan Bianu, membru al Academiei Române, reprezentant în Parlamentului României din partea colegiului III Tecuci. După absolvirea facultății a activat ca profesor la „Gimnaziul Comercial” din Tecuci (1925-1927) și apoi la Liceul „D.A. Sturza”, unde a deținut și funcția de director. În paralel cu activitatea didactică, a avut preocupări în domeniul literaturii vechi, arheologiei și istoriei. Astfel, Constantin Solomon a întemeiat în anul 1934, împreună cu Mihai Dimitriu, secretarului Baroului din oraș, Muzeul Regional de Arheologie din Tecuci prin reunirea unor colecții istorice și entomologice.
A scris studiul Biblia de la București, 1688. Contribuții noi istorico-literare, lucrare distinsă în 1932 cu premiul „Neuschotz” al Academiei Române și împreună cu profesorul C.A. Stoide a realizat culegerea Documente tecucene (trei volume). A publicat de asemenea, în colaborare cu G. Ursu, antologia în două volume Cele mai frumoase poezii românești și a elaborat trei manuale de limba română pentru cursul mediu împreună cu Măria Vartic.
A publicat în paginile revistelor Buletinul Comisiunii monumentelor istorice, Arhiva românească, Revista arhivelor și a făcut parte din conducerea revistei Analele Moldovei (1941—1943) care a apărut la Tecuci.